# Waverly Hills 9-0-2-1-D'Oh
Waverly Hills 9-0-2-1-D'Oh, titulado Waverly Hills 9-0-2-1-D'oh en Hispanoamérica y Sensación de morir, jo en España, es el decimonoveno episodio de la vigésima temporada de la serie de animada Los Simpson, emitido en Estados Unidos el 3 de mayo del 2009 y el 23 de agosto de 2009 en Hispanoamérica. El episodio fue escrito por J. Stewart Burns y dirigido por Michael Polcino. Elliot Page y Maurice LaMarche fueron las estrellas invitadas, interpretando a Alaska Nebraska y el Inspector, respectivamente. En el episodio, la familia Simpson se muda temporalmente a Waverly Hills (pueblo ficticio) para que Bart y Lisa tengan acceso a una mejor escuela.

## Sinopsis

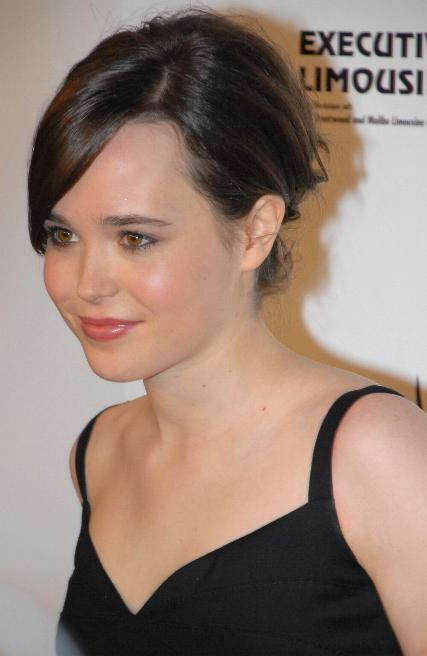
La en ese entonces actriz conocida como Ellen Page ahora conocido como Elliot Page, interpreta a Alaska Nebraska, la famosa cantante parodia de Hannah Montana.

Marge está haciendo ejercicio una mañana y descubre una cabina que ofrece las muestras gratuitas del "Agua Científica". Después del consumo de demasiada agua, ella desesperadamente busca un baño público, encontrándolo en la Escuela Primaria de Springfield. Después, ella anda por los pasillos y se aterra al descubrir que "La Escuela Primaria de Springfield" es la peor del estado, repleto de profesores apáticos y salones muy llenos. Marge y Homer están preocupados por el futuro de sus niños, así que ellos compran un apartamento en Waverly Hills, para que Bart y Lisa puedan asistir a una escuela mejor. Bart y Lisa están emocionados porque quieren ver cómo es la escuela. Bart, impaciente, se crea una reputación de "chico malo", gracias a que el Jefe Wiggum lo lleva a la cárcel, dejando a otros estudiantes con temor. Más tarde es revelado que el Jefe Wiggum "detuvo" a Bart como favor, a cambio de que Bart prometiera asistir a la fiesta de cumpleaños de Ralph. Mientras Lisa trata dificultosamente de hacer amigos, Bart le dice a varias niñas populares de la escuela que su hermana es amiga de la cantante Alaska Nebraska. Marge y Homer se enteran de que serán visitados por un inspector de la escuela para confirmar que en el apartamento de Waverly Hills de verdad viven ellos con Bart y Lisa, entonces Homer se muda al apartamento y comienza una amistad con dos muchachos de una universidad.
Homer vive como soltero, jugando a videojuegos y asistiendo a fiestas con sus amigos universitarios. Lisa se ha hecho popular con varios de sus compañeros de clase, pero solo porque ellos quieren obtener pases a camerinos para el próximo concierto de Alaska Nebraska. Lisa va a los camerinos de Alaska Nebraska y le dice su caso, pero Alaska es incomprensiva y saca a Lisa del lugar, llamando al personal de seguridad. Ella admite a sus amigas que no era amiga de la cantante, y las muchachas la persiguen para golpearla, pero ella los pierde.
Mientras, el inspector siniestro de la escuela visita el apartamento de Waverly Hills de Homer. Homer y Marge desesperadamente presentan juguetes de Krusty y muñecas en un esfuerzo para convencer al inspector que los niños viven allí. Él concluye que el apartamento es la residencia de los niños Simpson, pero admite que "esperaba matarlos y hacerlo parecer un suicidio". Bart y Lisa, sin embargo, suplican para volver a Escuela Primaria de Springfield. Lisa tiene deseos particulares de volver, porque ella preferiría "ser marginada por quien realmente soy, y no por quien pretendo ser".  Marge y Homer se van, pero melancólicamente dicen que nunca olvidarán su "nidito de amor" en el apartamento. El episodio concluye, con Homer y Marge usando la casa del árbol como su nuevo "nidito de amor", pero Bart no quiere que se metan y él los deja después cuando Homer amenaza con castigarlo.